# (55873) Shiomidake
(55873) Shiomidake (1997 UP7) – planetoida z pasa głównego asteroid okrążająca Słońce w ciągu 4,12 lat w średniej odległości 2,57 j.a. Odkryta 26 października 1997 roku.